# Neus Pérez Susín
Neus Pérez Susín (Barbusa, 1912 - Solliès-Toucas, 2007) regidora a Sant Feliu de Llobregat durant la Segona República.
Va néixer a Barbusa (Osca) l’any 1912. Als 15 anys es traslladà a Sant Feliu per treballar de minyona i més tard començà a treballar a diferents fàbriques de la comarca.
Començada la Guerra Civil, s'integra a les Joventuts Socialistes Unificades i al PSUC que s'havia creat el 23 de juliol de 1936, a partir de la fusió de diversos partits socialistes i comunistes. El seu grup va ser molt actiu: recollien diners i roba pel front, organitzaven camions per anar al front a recollir i rentar la roba dels soldats o ajudaven als pagesos a fer la collita, entre d'altres activitats. També va formar part del Comitè que col·lectivitzà la fàbrica tèxtil de Pere Roma, coneguda com “Cal Pelaesquenes”. Tingué l'oportunitat d'anar a l'escola Lina Odena durant un mes per assistir a cursos de formació política. Les classes s'impartien en català i versaven sobre Marx, Engels i l'economia socialista.
L'any 1931 es va reconèixer el dret de les dones a participar en política, malgrat això el vot femení no fou efectiu fins les eleccions de l'any 1933. L'any 1938, l'alcalde de Sant Feliu, Jesús Trabal, de la CNT va proposar a Neus Pérez pel Consell Municipal. Junt amb Maria Noguera Tardà alternà el càrrec de regidora d’afers socials, sent les primeres dones regidores de la població, llavors anomenades conselleres. La primera regidora de la població va ser Maria Noguera Tardà, que tingué el càrrec de consellera municipal d'assistència social fins al maig de l'any 1938, que va ser substituïda per Neus Pérez Susín. I al seu torn, al gener de l'any 1939, els últims dies abans de l'entrada de tropes franquistes, Noguera Tardà substitueix a Pérez Susín.
No van ser les primeres dones regidores de la comarca. L'any 1934, a l'Hospitalet de Llobregat, per ERC, hi havia com a regidora Justa Goicoechea. L'any 1936, a Molins de Rei formava part del consistori Caterina Casas, també per ERC, i l'any 1938, pel PSUC, altres dones ocupaven càrrecs als seus consistoris: Justa Navarro Arroyo al Prat de Llobregat, Maria Tarrida a Sant Joan Despí i Vicenta Agustín Espert a Cornellà de Llobregat.
Al caure la República, Pérez Susín es veu obligada a marxar a l'exili, fuig a peu cap a Granollers i Figueres amb altres companyes, durant el camí són testimonis dels bombardejos de les tropes franquistes sobre les columnes de refugiats. Fugint dels bombardejos, van pujar a un tren fins al Departament de Val, a la Provença. Allà continua treballant per a la resistència i coneix a Mentor Blasco que feia treballs forçats pels nazis a una fàbrica de la zona. Mentor Blasco era un artista barceloní membre del PSUC, després de l'alliberament, marxen a París per a reprendre la carrera artística. Es van casar al 1957.
Neus Pérez Susín mor a Solliès-Toucas l'any 2007.